# Сент-Арну (Кальвадос)
Сент-Арну́ (фр. Saint-Arnoult) — коммуна во Франции, находится в регионе Нижняя Нормандия. Департамент коммуны — Кальвадос. Входит в состав кантона Трувиль-сюр-Мер. Округ коммуны — Лизьё.
Код INSEE коммуны — 14557.

## Население
Население коммуны на 2010 год составляло 1176 человек.
| 1962 | 1968 | 1975 | 1982 | 1990 | 1999 | 2010 |
| ---- | ---- | ---- | ---- | ---- | ---- | ---- |
| 444  | 523  | 526  | 518  | 766  | 903  | 1176 |

## Экономика
В 2010 году среди 693 человек трудоспособного возраста (15—64 лет) 515 были экономически активными, 178 — неактивными (показатель активности — 74,3 %, в 1999 году было 70,1 %). Из 515 активных жителей работали 473 человека (236 мужчин и 237 женщин), безработных было 42 (13 мужчин и 29 женщин). Среди 178 неактивных 49 человек были учениками или студентами, 86 — пенсионерами, 43 были неактивными по другим причинам.